# Agrosoma akenalis
Agrosoma akenalis är en insektsart som beskrevs av Medler 1960. Agrosoma akenalis ingår i släktet Agrosoma och familjen dvärgstritar. Inga underarter finns listade i Catalogue of Life.